# Willemina van Gogh

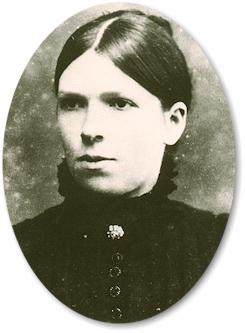
Willemina van Gogh

Willemina Jacoba van Gogh (ur. 16 marca 1862 w Zundert, zm. 17 maja 1941 w Ermelo), nazywana zdrobniale Wil – najmłodsza siostra Vincenta van Gogha i Theo van Gogha.
Przez pierwszą część życia służyła rodzinie i innym, zajmując się chorymi. Po śmierci obu braci otrzymała pracę w szpitalu. W 1898 przystąpiła do komitetu organizującego wystawę Nationale Tentoonstelling van Vrouwenarbeid (pol. Narodowa Wystawa Twórczości Kobiet). Wystawa zakończyła się komercyjnym sukcesem przynosząc jej organizatorom dochód w wysokości 20 tysięcy guldenów holenderskich, który posłużył do powołania biura ds. twórczości kobiet.
4 grudnia 1902 Willemina van Gogh znalazła się w instytucie psychiatrycznym Veldwijk w Ermelo. Zdiagnozowano u niej schorzenie psychiczne dementia praecox. Willemina van Gogh pozostała w Ermelo aż do śmierci.
Spośród swoich trzech sióstr, Vincent van Gogh utrzymywał najbliższe kontakty z Willeminą. Podczas ostatnich lat życia korespondował z nią, chociaż nie tak często i obszernie, jak z bratem, Theo. Zachowały się 23 listy Vincenta do Willeminy, napisane w latach 1887 – 1890.